# Offstein
Offstein település Németországban, Rajna-vidék-Pfalz tartományban. Lakosainak száma 1905 fő (2023. december 31.).

## Népesség
A település népességének változása:
| Lakosok száma | 1434 | 1865 | 1874 | 1872 | 1866 | 1905 |
|               | 1975 | 2017 | 2019 | 2021 | 2022 | 2023 |